# Depot von Nieder-Neundorf
Das Depot von Nieder-Neundorf ist ein archäologischer Depotfund aus der Frühbronzezeit, der bei Nieder-Neundorf (Landkreis Görlitz) entdeckt wurde.
Der Hortfund wurde 1948 westsüdwestlich vom Ort, auf Höhe des Weges nach Horka entdeckt. Er besteht aus drei Randleistenbeilen und einem Nackenbruchstück, einem Zungenbarren in Form eines Randleistenbeils, einem Doppelmeißel, 37 Ösenhalsringen und Resten von solchen. Die Datierung auf 1800–1600 v. Chr. weist den Fund der Aunjetitzer Kultur zu.